# 学生スポーツ
学生スポーツ（がくせいスポーツ）とは、学生が競技者として行うスポーツ競技全般をいう。ただし「学生」の定義の違いにより、その内容や用法にばらつきがある。

## 概要
以下に、主に日本国内における事情を説明する。
学生競技者によって行われ、かつてはアマチュアスポーツという認識がされていったが、現状において競技者（特にトップレベル）がアマチュアでない場合は往々にして存在する。特にテレビの地上波で放送される高校野球や箱根駅伝はそれを利用した入学生勧誘が行われている。
日本国内でのスポーツマスコミ・スポーツメディアでの扱いでは、学生の一般的な定義とは別に「学生＝大学生」（短期大学生相当も含む）という捉え方する場合が多い。ただし、競技によってはその競技団体に「学生」を冠して、大学生以外も対象でとなっているものも存在している。（一例：日本学生野球協会）
ただし、中学生以下までも含めて「学生」を冠して扱うケースはごく稀で、中学生以下は、少年・学童という範疇で分けて扱われる事の方が一般的になっている。（旧制時代には事情が多少異なっていたが、学制改革以降は特に中学生以下は少年として分類されている。）
また、一般的には専門学校（専修学校・各種学校などを含む）に通う人も学生と称されているが、多くの競技団体においては、学生チーム扱いではなく、社会人・一般の競技者団体として運営されている場合が多い。
なお、競技登録者・参加者は現役学生によるが、競技団体（連盟・協会）の組織運営は、競技や組織によって運営事情は異なり、
1. OB・OGを中心とする一般社会人・所属学校の職員などによる運営
2. 現役学生のみによる運営　（法人格の組織の場合は、高校生以下の競技団体には殆どない。）
3. 一般社会人を中心に現役学生との合同による運営

に分かれる。
転学者に対しては、優秀選手が特定の学校及び都道府県に集中するのを防ぐ意味合いなどから、一定期間の出場停止など何らかの制約が課される場合もある（但し、遠隔地からの転居や前在籍校の廃校などやむを得ない事情があれば、参加を認められる場合も多い）。
主な大会への出場は、予選を含めてその学校の最短修業年限(選抜高等学校野球大会など、大会が年度を跨ぐ場合は「最短修業年限-1」)と同じ回数に制限されていることが多い。

## 運営団体の組織形態について
日本国内で普及したスポーツ競技の多くは最初に大学生への普及が中心となって広まったものが多く、そのため、学生スポーツを運営する競技団体は、それぞれの対象競技者別（大学・高専・専門学校・高校・中学・少年など）に組織される場合が多く、先ずは近隣地域内や都道府県単位で組織され、次第に地方から東西日本あるいは全国の規模に拡充・連合して組織編成が行われていくことが多い。したがって、それぞれでの運営組織の歴史が長いところが多く、この様なケースでは、全体的な組織形態としては、一般社会人と学生、さらに学生の中でも齢別にそれぞれが独立した形で行われてきた。従って、競技種目内での全世代間の統一組織化（社会人・一般と学生など全てを統括する組織化）よりも先に全国化が進んだ為、その後の最終的な組織化では、既存の全国組織の連合体の形で運営が行われている。（例：野球、ラグビーなど）
一方、競技の歴史が比較的浅い新しいスポーツ競技や競技人口が少ないスポーツは、報道メディアなどでの紹介が契機で普及が始まったものが多く、そういう場合は参加者・競技者の年齢や所属に拘らない競技として広まる傾向にあるので、運営組織は最初から全国的あるいはかなり広範囲を対象にしたものになり、そこが主導で競技の普及を進める場合が多い。このケースでは、学生固有の独立した組織は未整備に近い状態になる場合が多く、各地域・都道府県の協会・連盟内部に「学生部」や「学生委員会」が置かれてそこが運営主体となる。また競技の歴史が古い種目のものでも、体協に早い時期から加盟して、その下で普及を進めた競技の運営団体も、同様に全国的には地域毎運営が主体の完全ピラミッド型の形態になっている傾向が強い。（例：水泳、体操、武道系の競技など。）
初期には地域普及型で展開を進めたが、後になって対象者別に再編する競技団体もある（例：アメリカンフットボールなど。）が、一旦あるいは先に対象者別に組織化が行われた場合は、既得権その他の関係で、ピラミッド型への再編は容易ではない場合が多い。

## 学生スポーツ競技・団体の一覧
※「学生」の対象になる範囲の多様性により、大学院生～小学生までを対象とし、「学校スポーツ」としての枠で解説を行う。

### 大学
短大生・大学院生も含めた形になっているものもあるが、参加対象も運営団体も競技によって事情が大きく異なっている。詳細は日本の大学スポーツ競技・団体一覧に記述されている。

### 高専
国公立校の場合は全ての高専が全国高等専門学校連合会に所属し、運動部は全て高等専門学校体育大会（高専大会）の元に開かれる大会に参加する。
私立校の場合と、国公立校の場合でも学校によっては、運動部単位の任意で高専大会に出場するか、地域の高校や大学の競技連盟に参加するかを選択して活動している。

### 専門学校
※専修学校・各種学校も含む

### 高校
殆どが全国高等学校体育連盟（高体連）の下で全国高等学校総合体育大会の一環として行われているが、野球（日本高校野球連盟）とアメリカンフットボール（日本高等学校アメリカンフットボール連盟）などは別な運営が行われている。（※詳細は当該記事を参照の事。）

### 少年

#### 中学生のみ
殆どの競技が日本中学校体育連盟（中体連）の下で全国中学校体育大会の一環として行われている。（※詳細は当該記事を参照の事。）

#### 小中学生合同
- 野球　（アマチュア野球の組織図を参照の事。）